# برادفورد فرالي
برادفورد فرالي (بالإنجليزية: Bradford Fraley)‏ هو مبارز بالسيف أمريكي، ولد في 8 سبتمبر 1878 في فيلادلفيا في الولايات المتحدة، وتوفي في 14 يناير 1942 في Chestnut Hill, Philadelphia ‏ في الولايات المتحدة.

## وصلات خارجية
- برادفورد فرالي على موقع أوليمبيديا (الإنجليزية)